# Đàm Thị Thùy Dung
Đàm Thị Thùy Dung (sinh 2 tháng 8 năm 1984 tại Thành phố Hồ Chí Minh, Việt Nam) là một vận động viên cờ tướng Việt Nam. Chị là nhà vô địch nữ quốc gia năm 2014, á quân châu Á năm 2007.

## Sự nghiệp
Năm 2007, nhờ giành hạng ba quốc gia nên Đàm Thị Thùy Dung được cử vào đội tuyển và đại diện Việt Nam tham dự giải vô địch châu Á. Sau 6 ván đấu (thắng 4 hòa 1 thua 1) chị giành ngôi á quân châu Á, xếp sau Trần Lệ Thuần.
Đàm Thị Thùy Dung vô địch cờ tướng quốc gia năm 2014. Chị đạt 7,5 điểm sau 9 ván (thắng 6 hòa 3), cùng điểm với Ngô Lan Hương, tuy nhiên xếp trên do hơn hệ số phụ. Chị giành luôn cả chức vô địch ở nội dung cờ chớp cũng với 7,5 điểm sau 9 ván.
Năm 2009, chị được Hiệp hội cờ tướng thế giới phong danh hiệu Quốc tế đại sư.